# Unleashed (álbum)
Unleashed es el primer disco de Lisa Scott-Lee, vía Mercury Recods UK, pero debido al fracaso de los sencillos "Lately" y "Too Far Gone", la discográfica decidió cancelar el lanzamiento del álbum, y despedirla.

## El disco
En teoría, "Unleashed" fue el primer disco de Lisa Scott-Lee, pero, debido al fracaso de los sencillos, Mercury la despidió cancelando la salida del disco. A raíz de esto, el disco se quedó como un "rarety", y nunca se distribuyó a nivel mundial.

## Lista de canciones

### Edición Normal
1. Lately
2. Too Far Gone
3. I'll Wait For You
4. Sleazy
5. Back In Time
6. Obscenely Delicious
7. Unleashed
8. Heaven
9. U Sure Do
10. Sleazy
11. Sunshine After The Rain
12. Going Out To You

### Edición Especial
1. Lately
2. Too Far Gone
3. I'll Wait For You
4. Sleazy
5. Back In Time
6. Obscenely Delicious
7. Unleashed
8. Heaven
9. U Sure Do
10. Sunshine After The Rain
11. Going Out To You
12. Sleazy
13. I'm Burning
14. Lately [Vocal Mix]
15. Too Far Gone [Sweet Dub Mix]

- Datos: Q6157200